# TVタイプライター
TVタイプライター（ティーヴィータイプライター、テレビタイプライター、TV Typewriter）は、初期のマイクロコンピュータの一種で、標準的なテレビ受像機に32桁16行の大文字のアルファベットを2ページ表示することができるビデオ端末である。ドン・ランカスターが設計し、『ラジオ＝エレクトロニクス』（R-E誌）1973年9月号の表紙に登場した。
同誌には、設計の説明が書かれた6ページの記事が掲載されていたが、読者は、より詳細な組み立て方の説明が書かれた16ページの小冊子を2ドルで取り寄せることができた。R-E誌は、この小冊子を数千部販売した。TVタイプライターは、Mark-8やAltair 8800とともに、ホームコンピュータ革命のマイルストーンと考えられている。
「TVタイプライター」という言葉は、画面上にインタラクティブに表示を行えるコンピュータディスプレイの総称として使われることもある。CRTディスプレイが開発されるまでは、標準出力媒体としてテレタイプ端末が使われていた。

## TVT I

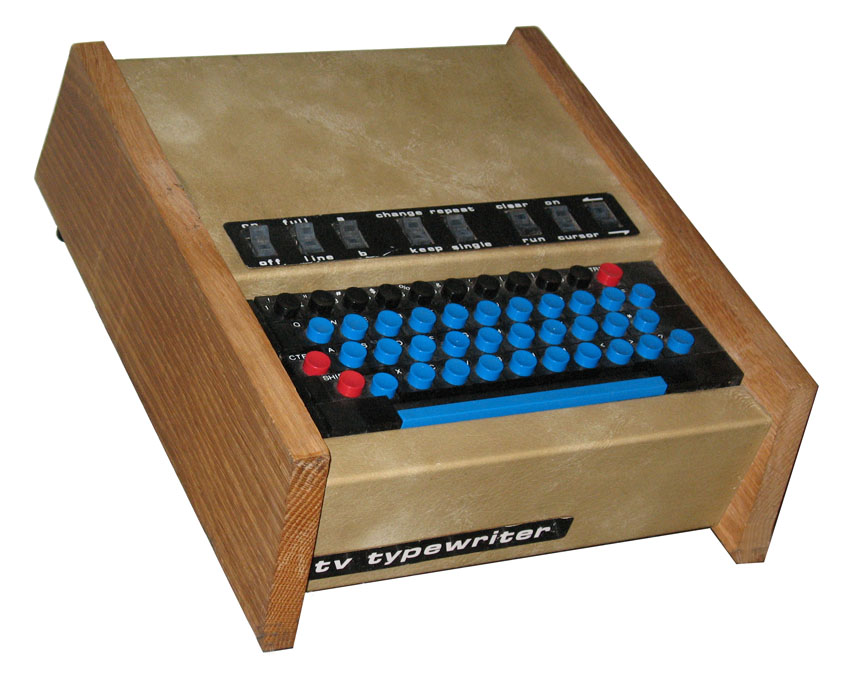
ドン・ランカスターによるTVタイプライターの試作品

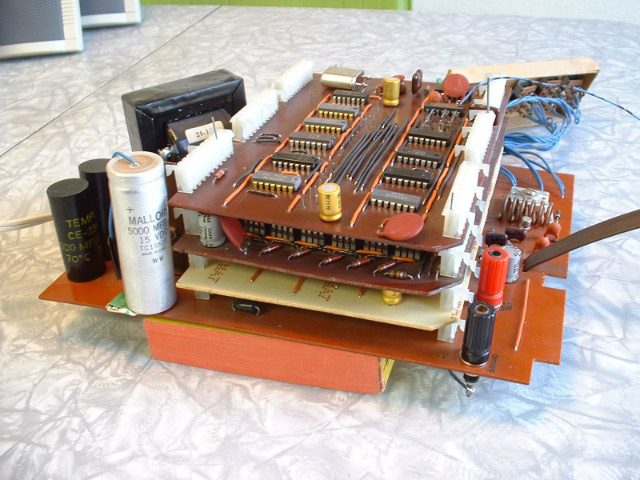
ホビイストが製作したTVタイプライター

ドン・ランカスターはグッドイヤー・エアロスペース社のエンジニアであり、『ポピュラーエレクトロニクス』誌や『ラジオ＝エレクトロニクス』誌に趣味で作った電子工作の記事を多数執筆していた。仕事で軍用の高解像度ビデオディスプレイを設計していたとき、低コストのビデオ端末を作ることを思いついた。これが後にTVタイプライターと呼ばれる、彼の最も影響力のあった電子工作プロジェクトとなる。
この設計では、TTLデジタルロジックとシフトレジスタメモリを使用した。当時、マイクロプロセッサやRAMは新しく、非常に高価なものだった。業務用のビデオ端末が1000ドル以上する中で、このキットの材料費は合計で120ドルであり、ホビイストにも手が届くものだった。SWTPC社が、回路基板のみを27ドル、8つの主要な集積回路を49.50ドルで販売した。ホビイストは、残りの部品を自分で入手する必要があった。
R-E誌11月号では、TVタイプライターの小冊子を注文した数千人の読者への発送が遅れていることについて、編集者が謝罪した。また、入手困難な電子部品の入手先も紹介した。ランカスターは、読者からの一連の質問に答え、TVタイプライターの追加機能や用途についてのアイデアを提供した。12月号には、TVタイプライターの小冊子の正誤表が掲載された。11月号に掲載された電子部品の入手先と、12月号に掲載された正誤表は、それ以降に印刷された小冊子にも含まれていた。
設計はコンパクトで回路が複雑であるため、TVタイプライターはホビイストにとって挑戦的な電子工作プロジェクトだった。しかし、多くの人がこのプロジェクトを完成させ、中にはIntel 8008ベースのコンピュータに接続した人もいた。『Micro-8ニュースレター』1975年4月号には、TVタイプライターをMark-8やSCELBIに接続するための改造法やインターフェイスの設計が6ページにわたって掲載されている。
オリジナルのTVタイプライターの設計には、シリアルインターフェイス、モデム接続、カセットテープへのデータ保存などは含まれていなかった。ランカスターは、『バイト』1975年9月号や著書『TVタイプライター・クックブック』でこれらのことについて書いている。R-E誌1975年2月号に、ロジャー・スミスが設計したシリアルインターフェイス・ボードが掲載されている。

## キーボード

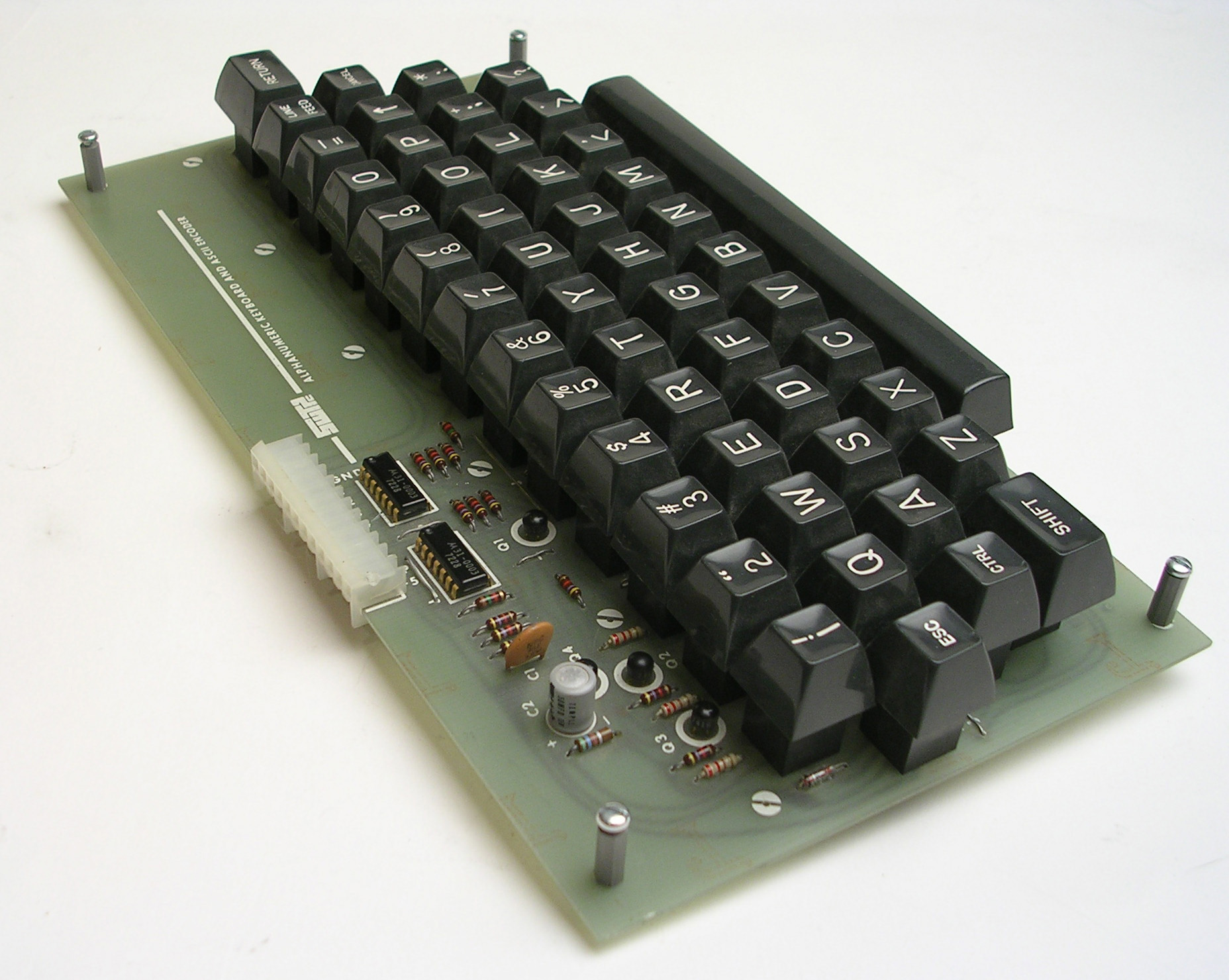
SWTPC社が販売したキーボードキット

今日では、キーボードは簡単に安価に入手でき、標準的なインターフェイスを備えている。1973年当時、新しいキーボードはコンピュータや端末のメーカーしか手に入らなかった。ホビイストは余剰のキーボードを使っていたが、中にはBaudot CodeやEBCDICのようなASCII以外のコードを生成するものも多かった。TVタイプライターのキットにはキーボードは含まれていなかった。R-E誌1973年9月号の表紙には、同年2月号のランカスターの記事で作成したキーボードが掲載されている。2月号の記事によれば、55個のボタンや、各ボタンのためのばねを自分で作る必要があった。ほとんどのホビイストは、手持ちの余剰のキーボードを使用することを選び、ASCIIコードを生成するためにそれを改造した。現在コンピュータ歴史博物館に展示されているランカスターのTVタイプライターの試作品には、R-E誌1974年2月号に掲載されたASCIIエンコーダ回路を搭載した余剰キーボードが付属している。このASCIIエンコーダの図面は、TVタイプライターの小冊子にも掲載されていた。
『ポピュラーエレクトロニクス』1974年4月号には、ランカスターが設計した完全なキーボードのキットが掲載されており、SWTPC社から39.50ドルで販売されていた。最初のバージョンでは、キーマトリックスをデコードするためにシンプルなRTL ICを使用していた。この設計はすぐに、フル機能のキーボードエンコーダICを使用するように改良された。

## TVT II - CT-1024

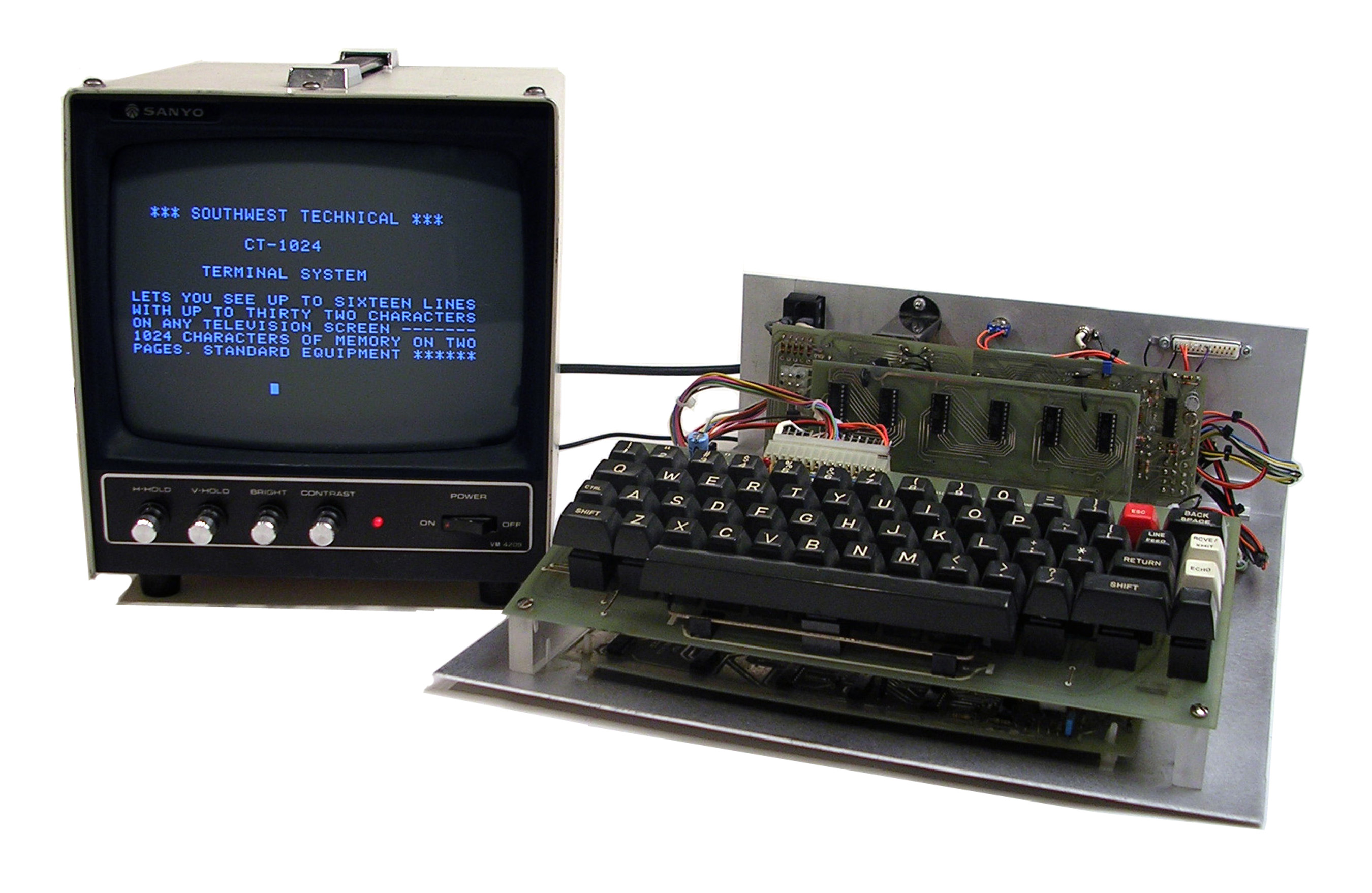
CT-1024端末とモニター

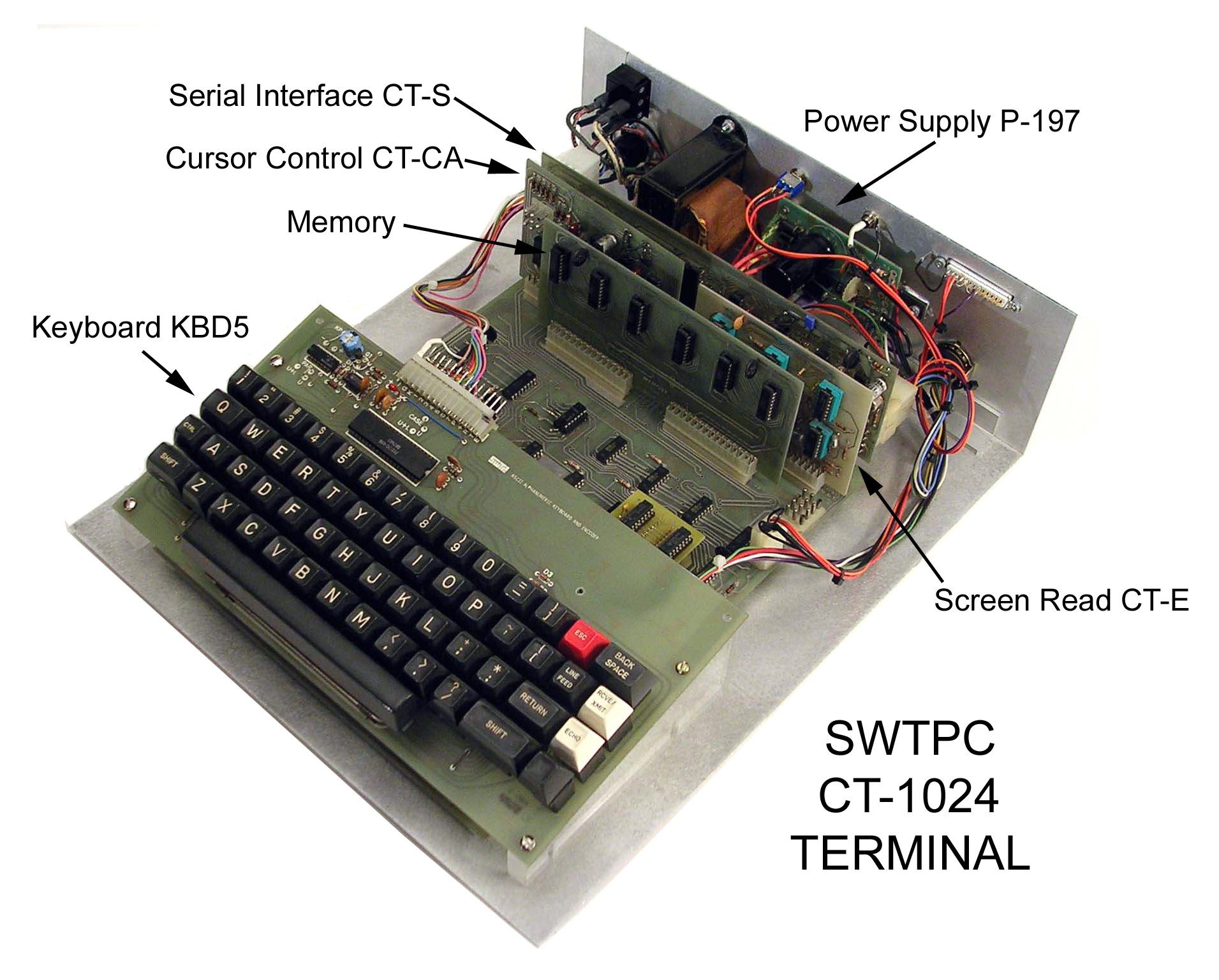
CT-1024

オリジナルのTVタイプライターは組み立てが難しく、一部のICが生産中止になったため、SWTPC社はキットの再設計を決定した。新しい設計は、TVタイプライターIIとしてR-E誌に掲載された。1975年2月号から6号に渡って完全な設計が掲載されたため、読者は初代のように小冊子を取り寄せる必要がなかった。
SWTPC社のダン・メイヤーは、データポイント社で端末の設計を担当していたエド・コッレに、新しいTVタイプライターの設計を依頼した。SWTPC CT-1024は、スクロールせずに32桁16行の表示が可能である。一般的なTTL部品と2102 SRAMを使用していた。回路基板は部品間隔を広くしたため、簡単に組み立てることができる。シリアルインターフェイスを含むの完全なオプションボードのセットも提供された。キーボードはランカスターの設計に基づいている。端末の残りの部分の設計は、エド・コッレによって行われた。
設計は1974年末までに完成し、キットは1974年12月に販売された。CT-1024の最初の広告は、P-E誌1975年1月号の、Altair 8800の記事に面したページに掲載された。CT-1024は、オプションの付いた完全なキットでもわずか275ドルだったため、非常に成功した。1977年には、スクロール機能と1行あたり64文字の大文字・小文字の表示機能を備えた改良型のCT-64がリリースされた。

## TVタイプライター・クックブック
1975年までにランカスターは『ポピュラーエレクトロニクス』誌や『ラジオ＝エレクトロニクス』誌などの雑誌に100以上の記事を書いている。また、1968年には『RTLクックブック』というデジタル設計の本も執筆していた。この本で取り上げたRTLは初期のIC技術で、TTLに置き換えられていたので、1974年に『TTLクックブック』を出版した。この本は20年間刊行され、百万部を売り上げた。
オリジナルのTVタイプライターは、低コストのRAMが利用できるようになる前に設計されたものだったため、その設計はすぐに陳腐化してしまった。ランカスターは多くの改良を加え、1976年に『TVタイプライター・クックブック』として出版した。その一部は、『バイト』誌の創刊号から連載されていた。この本は、ビデオコンピュータ端末の設計方法についてのガイドとなった。
1. いくつかの基本
2. TVT用集積回路
3. メモリ
4. システムタイミング - 計算と回路
5. カーソルと更新回路
6. キーボードとエンコーダ
7. シリアルインターフェイス
8. テレビインターフェイス
9. ハードコピーとカラーグラフィック

家庭用コンピュータシステムのビデオディスプレイの設計において、多くのホビイストや専門家がこの本を参考にした。第7章のカセットインターフェイスの設計は、カンサスシティスタンダードの基礎となった。この本の回路はマイクロプロセッサに頼らず、TTLだけを使用している。1978年の『TVチープビデオ・クックブック』では、MOS 6502やMC6800で動作するTVT 6 5/8が紹介されている。この設計は、マイクロコンピュータKIM-1を対象にしていた。
元々のTVタイプライター本の表紙には、ランカスターが設計したASCIIキーボードが描かれており、これはSWTPC社から販売された。初期のコンピュータストアチェーンであるポール・テレルの「バイトショップ」は、出版社に自社のロゴを表紙に加えさせ、TTLクックブックとTVタイプライター・クックブックを店頭で販売した。後の版の表紙はラジオシャックの店舗用にデザインされた。初版の第9刷は1983年だった。